# Tragacantha eriopoda
Tragacantha eriopoda là một loài thực vật có hoa trong họ Đậu. Loài này được (Boiss.) Kuntze miêu tả khoa học đầu tiên năm 1891.